# 2165 Young
2165 Young هو كويكب، يقع ضمن حزام الكويكبات. اكتشف في 7 سبتمبر 1956.

## روابط خارجية
- 2165 Young في قاعدة بيانات مختبر الدفع النفاث لأجرام النظام الشمسي الصغيرة

- الاكتشاف · مخطط المدار ·  العناصر المدارية · المعلمات المادية

- 2165 Young على موقع ويكي سكاي: DSS2, SDSS, GALEX, IRAS, Hydrogen α, X-Ray, Astrophoto, Sky Map, Articles and images